# Josep Maria Bartomeu i Floreta
Josep Maria Bartomeu i Floreta (Barcelona, 6 de febrer de 1963) és un dirigent esportiu, empresari català i president del Futbol Club Barcelona entre 2014 i 2020. És soci i conseller delegat de les empreses ADELTE (enginyeria per a aeroports) i EFS (grup d'empreses de manteniment de terminals i equips electromecànics). Va ser el 40è president del Futbol Club Barcelona, càrrec al qual va arribar el 23 de gener de 2014 després de la dimissió de Sandro Rosell i que va ostentar fins al 27 d'octubre de 2020, quan va dimitir davant de la pressió social. Entremig, va ser ratificat pels socis del club en les XIII eleccions a la presidència del Futbol Club Barcelona, celebrades el 18 de juliol de 2015.

## Biografia

### Directiu responsable de la secció de bàsquet del FC Barcelona (2003-2005)
L'any 2003 formà part de la candidatura encapçalada per Joan Laporta que va aconseguir guanyar les eleccions al Futbol Club Barcelona de 2003. La candidatura guanyà les eleccions amb un 52,57% dels vots, amb el suport de 27.138 socis. Després de les eleccions va assumir el càrrec de directiu responsable de la secció de bàsquet. Durant aquesta etapa, la secció de bàsquet va guanyar la Lliga ACB 2003-04 i la Supercopa ACB 2004. La situació, insostenible, va culminar amb la seva dimissió el juny del 2005, juntament amb Jordi Monés, Sandro Rosell, Jordi Moix i Javier Faus a causa de desavinences amb la Junta directiva de Joan Laporta.

### Vicepresident del FC Barcelona (2010-2014)
L'any 2010 formà part de la candidatura encapçalada per en Sandro Rosell que va aconseguir guanyar les eleccions al Futbol Club Barcelona de 2010. La candidatura guanyà les eleccions amb un 61,35% dels vots, amb el suport de 35.021 socis. En segon lloc quedà la candidatura encapçalada per Agustí Benedito amb el 14,09% de suports (8.044 vots), Marc Ingla fou el tercer, amb un 12,29% (7.014 vots), i Jaume Ferrer quedà en l'últim lloc, amb un 10,80% (6.168 vots). Després de la victòria va assumir el càrrec de vicepresident esportiu.
Durant la seva etapa com a vicepresident esportiu el club va guanyar nombrosos títols en totes les seccions:
- Futbol: Campionat del Món de Clubs de futbol (2011), UEFA Champions League (2010-2011), Supercopa d'Europa (2011), Campionats de Lliga espanyola: (2010-11 i 2012-13), Supercopa d'Espanya (2010, 2011 i 2013).
- Bàsquet: Lliga ACB (2010-11, Lliga Catalana: (2010) i Supercopa espanyola: (2010).
- Handbol: Copa d'Europa (2010-2011) i Lliga espanyola/Lliga ASOBAL (2010-2011).
- Hoquei patins: Copa del Rei (2011) i Copa Continental (2009/2010).
- Futbol sala: Lliga espanyola de futbol sala: 2010-2011, Copa del Rei de futbol sala: 2010-2011 i Copa espanyola de futbol sala: 2010-2011.

## Presidència del FC Barcelona

### Etapa de president del FC Barcelona (gener de 2014 - juny de 2015)
El 23 de gener de 2014, després de la renúncia de Sandro Rosell a la presidència, amb motiu del seu càrrec per l'admissió a tràmit del jutge Ruz de la querella per descobrir quant va valer en realitat el traspàs de Neymar, l'escàndol de corrupció conegut com a Cas Neymar o Neymargate, la Junta Directiva, seguint els estatuts del club, el va escollir com el 40è president del Futbol Club Barcelona per completar el mandat de Sandro Rosell fins al 30 de juny de 2016. Tot i que inicialment preveia acabar el mandat, el gener de 2015 va anunciar que convocaria eleccions al final de la temporada 2014-15.
Després que l'equip de futbol finalitzés la temporada 2013-14 sense títols, per primera vegada en set anys, l'estiu de 2014 el club va dur a terme la major inversió en fitxatges de la seva història, amb 157 milions en vuit contractacions. També hi va haver canvi d'entrenador, amb l'arribada de Luis Enrique Martínez per substituir Gerardo Martino. Fora del terreny del joc, durant la temporada 2014-15 Bartomeu va realitzar també importants canvis en l'organigrama del club, rellevant el directiu Toni Freixa dels càrrecs de secretari i portaveu de la junta i acomiadant el director de futbol formatiu, Guillem Amor, el director general, Antoni Rossich i al director esportiu, Andoni Zubizarreta.
El 3 de febrer de 2015 el jutge Ruz va imputar Bartomeu en una nova causa del 'Cas Neymar', per un presumpte delicte contra la Hisenda pública, que el fiscal atribueix al FC Barcelona per no haver fet les retencions d'impostos del contracte de Neymar corresponents a 2014.
El 9 de juny de 2015 va dimitir de la presidència i va deixar el club en mans d'una junta gestora encapçalada per Ramon Adell, per convocar noves eleccions, a les quals es presentaria com a candidat. Va tancar la seva presidència amb una roda de premsa destacant els èxits esportius i econòmics de la seva gestió.

### Triomf a les eleccions presidencials de 2015
El 19 de juny de 2015, tot just uns dies després d'haver dimitit com a president per convocar eleccions, Bartomeu va presentar la seva precandidatura a les eleccions a la presidència del FC Barcelona de 2015 en un acte al Col·legi d'Enginyers Industrials. La seva candidatura, amb el lema «Bo per al Barça» compta amb una desena de membres de la junta directiva sortint (Carles Vilarrubí, Jordi Cardoner, Jordi Mestre, Jordi Moix, Jordi Monés, Manel Arroyo, Javier Bordas, Dídac Lee, Pau Vilanova i Susana Monge) i quatre més que s'estrenarien en el càrrec (Oriol Tomàs, Silvio Elias, Emili Rousaud i Enrique Tombas).
El 8 de juliol la Junta Electoral va anunciar que la precandidatura, amb 3.068 avals (en calien 2.534) passava el tall, i esdevenia oficialment candidatura a la presidència, conjuntament amb les d'Agustí Benedito, Joan Laporta, i Toni Freixa.
El 18 de juliol se celebraren les votacions, i amb una participació de 47.270 socis (43,12% del cens), Josep Maria Bartomeu va obtenir 25.823 vots (54,63%) i va guanyar les eleccions. Joan Laporta obtingué 15.615 vots (33,03%), Agustí Benedito 3.386 vots (7,16%) i finalment, Toni Freixa 1.750 vots (3,70%).
El 20 de juliol va prendre possessió del càrrec de president del Barça, amb una junta directiva formada per Jordi Mestre, Jordi Moix, Jordi Cardoner, Jordi Monés, Carles Vilarrubí, Silvio Elias, Javier Bordas, Manel Arroyo, Dídac Lee, Pau Vilanova, Susana Monje, Emili Rousaud, Oriol Tomás, Maria Teixidor i Enrique Tombas, essent els darrers quatre noves incorporacions en relació amb la junta sortint.
El segon mandat de Bartomeu va estar marcat per la devallada del rendiment del primer equip masculí de futbol i, sobretot, pels escàndols. En efecte, a banda del Cas Neymar, en què va esdevenir el primer president de la història del club en ser imputat mentre exercia el càrrec, el 2016 va ser de nou imputat per un altre cas relacionat amb el fitxatge del jugador brasiler. Més tard, el 2020, la Cadena SER va destapar un cas de guerra bruta a les xarxes socials finançada pel club i que tenia el vistiplau del president, fins al punt que s'havien trossejat les factures per a efectuar-ne els pagaments per evitar el control de la junta directiva, coneguda com el Barçagate.
El 17 d'agost de 2020, pressionat per l'afectació econòmica provocada pel covid-19 i, sobretot, pel Barçagate, va comunicar que les XIV eleccions a la presidència del Futbol Club Barcelona se celebrarien al març següent; però, després de no aconseguir ajornar la moció de censura que la plataforma Més que una Moció va promoure, i que havia de dur-se a terme a principis de novembre de 2020, i ser amenaçat amb conseqüències jurídiques, el 27 d'octubre de 2020 va dimitir de la presidència conjuntament amb la resta de junta directiva –diversos directius ja l'havien presentada prèviament a causa del cas I3Ventures, pel qual el mateix Bartomeu acabaria essent detingut l'any següent.

#### Títols assolits durant la presidència de Bartomeu
- Futbol: Lliga 2014-15,[29] Copa del Rei 2014-15,[30] Lliga de Campions 2014-15[31]
- Bàsquet: Lliga ACB (2013-2014)
- Handbol: Lliga ASOBAL (2013-14), Copa del Rei (2013-14), Super Globe (2013-14), Supercopa d'Espanya (2013-14)
- Hoquei patins: Lliga Europea (2013-14), Supercopa d'Espanya (2013-14)
- Futbol sala: Lliga (2013-14), Copa del Rei (2013-14), UEFA Futsal Cup (2013-14), Supercopa d'Espanya (2013-14), Copa Catalunya (2013-14)

## Controvèrsies
L'any 2003, Josep Maria Bartomeu, com a directiu integrant de la junta directiva del president Laporta, va ser corresponsable d'imputar al darrer exercici del president Joan Gaspart, 63,8 milions d'euros de pèrdues per l'amortització accelerada de jugadors i la baixa de jugadors no amortitzats. Les eleccions s'havien celebrat el 15 de juny de 2003 i la junta directiva, interpretant que l'exercici Gaspart finalitzava el 30 de juny, li va imputar aquestes pèrdues el dia 22 de juny, que era el dia de la presa de possessió. Un soci va denunciar aquesta comptabilització i la justícia va determinar que aquestes pèrdues, no només s'havien d'imputar al primer exercici del mandat, sinó que aquest exercici comprenia el període inclòs entre els dies 22 i 30 de juny i que equivalia a un exercici sencer. És a dir, un exercici de només vuit dies. La sentència va provocar l'avançament de les eleccions el 2006 i va propiciar els posteriors casos judicials dels avals i de l'acció social de responsabilitat en incloure les pèrdues dels primers vuit dies en els resultats globals dels dos mandats del president Laporta.
L'any 2005, Bartomeu va presentar la seva dimissió com a directiu de la junta Laporta. Mesos abans havia estat destituït com a responsable de la secció de bàsquet i, aprofitant la dimissió dels directius, Sandro Rosell i Jordi Moix, també va presentar la seva. Bartomeu considerava que el president Laporta havia perdut pel camí molts dels ideals que formaven part del projecte inicial i l'acusava de manca de transparència. Laporta, en canvi, considerava que la situació era insostenible i que era del domini públic que els directius dimissionaris no compartien el model de govern del club i eren contraris al projecte esportiu del responsable de fitxatges, Txiki Begiristain, i de l'entrenador del primer equip, Frank Rijkaard.
L'any 2008, poques hores abans de celebrar-se la moció de censura contra el president Laporta promoguda pels socis, Oriol Giralt i Christian Castellví, Josep Maria Bartomeu es va posicionar clarament a favor del sí i va demanar públicament als socis que recolzessin la moció per evitar seguir dos anys més amb el president Laporta i poder acabar amb la crisi institucional que, a criteri seu, estava instal·lada el club. Bartomeu va afegir que si se n'anava Laporta, també se n'aniria del club Johan Cruyff, que des de l'arribada de Laporta al club havia influït en moltes de les decisions preses per la junta directiva. Bartomeu va pronunciar una frase que ha passat a la història del barcelonisme:
| «                      | Votar sí a la moció, és votar no a Cruyff | » |
| — Josep Maria Bartomeu |                                           |   |

L'any 2010, Bartomeu formava part de la candidatura encapçalada per Sandro Rosell que va guanyar les eleccions a la presidència del FC Barcelona. Una de les primeres decisions de la junta va ser la de reformular els comptes de la junta sortint. La junta sortint del president Laporta havia presentat uns resultats globals amb beneficis, però després de la reformulació de comptes aquests beneficis es van transformar en pèrdues i la junta presidida per Sandro Rosell, de la que Bartomeu n'era el vicepresident esportiu, va portar a l'assemblea de compromissaris la proposta d'exercitar una acció social de responsabilitat contra Laporta i la seva junta directiva. Es reclamaven unes pèrdues acumulades de 47,6 milions d'euros. Uns resultats que incloïen els 63,8 milions de pèrdues dels vuit primers dies del mandat de la junta Laporta de la qual també n'havien format part Josep Maria Bartomeu i Sandro Rosell. L'acció social de responsabilitat no va prosperar. L'octubre de 2014, la justícia va determinar que el mandat Laporta havia tancat amb resultats globals positius.
L'any 2015, Josep Maria Bartomeu, juntament amb Sandro Rosell i el FC Barcelona, van ser acusats per la fiscalia de diversos delictes fiscals i societaris en la contractació, l'any 2013, del jugador brasiler, Neymar Junior, en el conegut com a Cas Neymar. Bartomeu no va reconèixer els fets pels quals se l'acusava, però la fiscalia li va demanar pena de presó i multa per tres delictes contra la hisenda pública. Bartomeu, en la seva qualitat de vicepresident esportiu, havia intervingut en la negociació i firma de tots els contractes generats en els tràmits pel fitxatge del jugador brasiler. El procediment judicial iniciat pel jutge Pablo Ruz, de l'Audiència Nacional, va ser traslladat posteriorment als jutjats de Barcelona.
L'any 2016, ja com a president del club i amb el procediment del Cas Neymar als jutjats de Barcelona, Josep Maria Bartomeu va negociar amb la fiscalia la resolució del cas amb un pacte que implicava l'exoneració de culpa de l'expresident Sandro Rosell i del mateix Josep Maria Bartomeu i carregava tota la responsabilitat al FC Barcelona imputant-li una condemna de dos delictes fiscals i el pagament d'una multa de 5,5 milions d'euros, els interessos de demora i les costes judicials. El pacte no es va sotmetre a l'assemblea de compromissaris i va ser la junta directiva qui el va aprovar amb el vot favorable de catorze directius, dos vots en contra i dues abstencions.
El novembre de 2016, la fiscalia va formular escrit d'acusació, per estafa i corrupció en la contractació del jugador Neymar, contra Josep Maria Bartomeu, Sandro Rosell, Neymar, els pares de Neymar i els clubs Santos del Brasil i FC Barcelona. L'Audiència Nacional havia admès a tràmit la querella presentada pel fons brasiler DIS, que era el propietari del 40% dels drets econòmics del jugador Neymar, denunciant ser víctimes d'estafa en haver-se amagat el valor real del seu fitxatge. El juny de 2019, el cas DIS, també conegut com a cas Neymar 2, va ser traslladat als jutjats de Barcelona. L'abril de 2020 seguia pendent de resolució.
El 17 de febrer de 2020, dos periodistes de la Cadena SER van destapar el denominat Cas I3 Ventures, també conegut com a Barçagate. Es tractava d'una presumpta campanya de difamació del FC Barcelona a les xarxes socials que, a través de la contractació d'una empresa anomenada I3Ventures.sl, es dedicaria, a través de desenes de comptes "no oficials" del club, a crear estats d'opinió a les xarxes socials per a protegir la imatge de president Josep Maria Bartomeu i alhora també atacar persones de diferents àmbits de l'entorn blaugrana. Després d'un desmentiment inicial, el president Bartomeu va admetre que l'empresa estava contractada des de 2017 i va anunciar la rescissió d'aquest contracte i l'encàrrec d'una auditoria interna per aclarir els fets.
El 10 d'abril de 2020, sis directius de la junta del president Bartomeu van presentar la seva dimissió davant de notari. La confirmació que s'havien trossejat les factures del cas Barçagate per evitar el control de la junta directiva, seria el motiu principal d'aquestes dimissions. Les declaracions del dimissionari, Emili Rousaud, denunciant l'existència de corrupció al club, va provocar l'enèrgica protesta del FC Barcelona i l'anunci d'accions legals contra l'exdirectiu. El dia 1 de març de 2021, Bartomeu va ser detingut pel Barçagate. En la instrucció del cas, es va demostrar que Bartomeu havia creat una societat instrumental a través de la qual desviava fons del FC Barcelona per pagar periodistes afins (Marçal Lorente, Albert Lesán i Albert de la Torre) o l'empresari Josep Juanmartí, qui havia participat en la moció de censura contra Joan Laporta del 2008.

## Llegat
Quan Joan Laporta va accedir de nou a la presidència, la situació estava marcada per la renovació de Messi i una plantilla amb contractes de llarga durada i salaris molt elevats fruit de la política de Bartomeu, que va convertir el Barça en la plantilla més ben pagada d'Europa malgrat que el rendiment esportiu anava davallant. L'auditoria presentada en octubre de 2021 va revelar que la gestió de Bartomeu havia disparat la massa salarial d'un 61% entre 2018 i 2021, deixant un deute de 1.350 milions fins al març del 2021, despeses d'intermediació significatives i poc habituals en anys anteriors.